# Trăm năm cô đơn
Trăm năm cô đơn (tiếng Tây Ban Nha: Cien años de soledad) là cuốn tiểu thuyết nổi tiếng nhất của nhà văn người Colombia Gabriel Garcia Marquez. Tác phẩm được nhà xuất bản Sudamericana xuất bản lần đầu bằng tiếng Tây Ban Nha vào năm 1967 tại Buenos Aires (Argentina). Đến năm 1970, truyện đã được in bằng tiếng Tây Ban Nha hơn nửa triệu bản, chưa kể hai lần in ở Cuba là một trăm nghìn bản. Khi đó còn có 17 hợp đồng xin phép tác giả được dịch tác phẩm này ra các thứ tiếng khác. Cho đến nay, tác phẩm đã chuyển dịch qua hơn 30 ngôn ngữ trên thế giới trong đó có Việt Nam, được tặng giải Chianchiano của Ý, được Pháp công nhận là cuốn sách hay nhất trong năm và được giới phê bình văn học Mỹ đánh giá là một trong 12 cuốn sách hay nhất trong thập niên 1960. Đây được coi là một kiệt tác của Gabriel Garcia Marquez, cùng với những tác phẩm Ngài đại tá chờ thư (El coronel no tiene quien le escriba, 1959), Mùa thu của ngài trưởng lão (El otoño del patriarca, 1975), Trăm năm cô đơn đã mang đến cho tác giả vinh dự đoạt giải Nobel Văn học vào năm 1982.
Bản dịch tiếng Việt là của dịch giả Nguyễn Trung Đức, Phạm Đình Lợi và Nguyễn Quốc Dũng. Nguyễn Trung Đức viết lời giới thiệu.

## Hoàn cảnh sáng tác
Gabriel Garcia Marquez bắt đầu viết Trăm năm cô đơn vào đầu năm 1965. Trước đó, trong khoảng thời gian từ 1961 tới 1965, với văn học, ông không sáng tác một dòng nào do tâm lý sợ thất bại từ các tác phẩm trước. Tháng 1 năm 1965, khi đang lái xe từ Thành phố Mexico tới khu nghỉ mát Acapulco, Garcia Marquez bỗng dừng xe và nói với vợ, bà Mercedes Barcha: "Anh đã tìm được giọng điệu rồi! Anh sẽ kể lại câu chuyện này với gương mặt khô cứng như gỗ của bà ngoại khi kể cho anh nghe những câu chuyện lạ, bắt đầu từ cái buổi chiều nọ khi đứa bé được bố đưa đi xem nước đá."
Garcia Marquez gom được 5.000 USD tiết kiệm và bạn bè giúp đỡ để đưa cho vợ lo chi tiêu trong gia đình, còn ông đóng cửa viết trong 18 tháng. Khi cuốn sách hoàn thành cũng là lúc vợ ông cho biết gia đình đã nợ lên tới 10.000 USD. Để có tiền gửi bản thảo, Garcia Marquez phải bán nốt một số vật dụng giá trị trong nhà. Được xuất bản vào năm 1967, Trăm năm cô đơn ngay lập tức gây được tiếng vang lớn.
Câu chuyện kể về một dòng họ và ngôi làng họ sống, Macondo qua một trăm năm, tựa như một phần lịch sử của Colombia. Macondo là ngôi làng do Gabriel Garcia Marquez tưởng tượng ra, dựa trên những ký ức của ông về ngôi làng thời niên thiếu của mình, điều này đã được ông kể lại trong cuốn hồi ký Sống để kể lại (	Vivir para contarla). Dòng họ Buendia bao gồm 7 thế hệ. Người đầu tiên trong dòng họ là Jose Acardio Buendia và người cuối cùng của dòng họ là Aureliano đã bị kiến ăn khi vừa mới được sinh ra. Dòng họ này đã tự lưu đày vào cõi cô đơn để chạy trốn tội loạn luân.
Theo cuốn hồi ký Sống để kể lại thì rất nhiều sự kiện, nhân vật của Trăm năm cô đơn được tác giả lấy từ cuộc đời thật. Đại tá Aureliano Buendía nhiều điểm giống với ông ngoại của Garcia Marquez: cùng là đại tá thuộc phái Tự do trong cuộc chiến tranh. Nhưng chính ông ngoại của Garcia Marquez đã giết một người trong một cuộc thách đấu, điều này trùng với nhân vật José Arcadio Buendía trong tiểu thuyết. Nhân vật Úrsula Iguarán thì giống với bà ngoại của Marquez, người cuối đời cũng bị mù. Nhóm bạn của Aureliano Babilonia ở phần cuối tiểu thuyết, mà trong đó cũng có một nhân vật mang họ Marquez, chính là một nhóm bạn của Garcia Marquez khi ông bắt đầu tham gia báo chí. Sự kiện thảm sát cũng đã từng xảy ra và thị trấn quê hương của ông cũng có thời thịnh vượng rồi suy tàn như Macondo. Công ty Chuối trong tiểu thuyết giống với một công ty hoa quả của Mỹ từng xây dựng ở quê hương ông.

## Tóm tắt cốt truyện
José Arcadio Buendía là người đầu tiên trong cây dòng họ này, một người đàn ông khỏe mạnh và quan tâm tới các giả thuyết về triết học. Cha mẹ José đã ngăn cản ông và Úrsula Iguarán lấy nhau do hai dòng họ của hai người đã có mối quan hệ thâm giao lâu đời, cháu chắt họ lấy nhau và đã từng có trường hợp đẻ ra một người có đuôi lợn. Tuy nhiên, với tình yêu sâu nặng, hai người vẫn nhất quyết lấy nhau, nhưng Úrsula Iguarán vẫn sợ sự đe dọa trên nên khi đi ngủ bao giờ cô cũng mặc quần trinh tiết do mẹ may cho, nó có một hệ thống dây da chằng chéo và khóa sắt to sụ. Sự việc cứ kéo dài như vậy hơn một năm và dân làng đồn ầm lên rằng José là kẻ bất lực. Trong một cuộc chọi gà, một người bạn thân do cay cú khi bị thua nên đã chọc tức José. José trong cơn bực tức đã giết người này. Hôm đó về nhà, anh nhất định bắt vợ bỏ chiếc quần trinh tiết đó đi và tuyên bố "dù có đẻ ra kỳ đà thì chúng mình sẽ nuôi kỳ đà". Mặc dù đã toại nguyện trong cuộc sống gia đình nhưng José lúc nào cũng dằn vặt vì đã giết oan người bạn đó. Anh đã cùng vợ bỏ làng đi đến một vùng đất khác để tìm kiếm lại sự thanh thản cho mình. Sau này, khi sinh ra những đứa con, sau mỗi lần đẻ, Úrsula đều phải xem con cặn kẽ xem chúng có mang bộ phận nào của loài vật không và luôn nhắc nhở con cháu phải tỉnh táo để nhận họ hàng, nghiêm cấm những mối quan hệ loạn luân.
Toàn bộ những sự kiện trong truyện Trăm năm cô đơn diễn ra tại một ngôi làng không có thực tên là Macondo. Ngôi làng được Jose Acardio Buendia sáng lập, ông là một tộc trưởng kiên quyết và cứng rắn nhưng sau này bị cuốn hút mạnh mẽ bởi những điều kỳ diệu mà những tiến bộ khoa học của thế giới đem lại, những điều kỳ diệu này tới làng Macondo bởi một nhóm người Di-gan du mục do một người đàn ông già tên Melquides dẫn đầu. Khi ngôi làng phát triển, chính quyền cử đến đây một viên quan để nắm quyền cai trị ngôi làng và lôi kéo ngôi làng vào vòng xoáy chính trị nhưng rồi quyền lực của ngôi làng lại trở về tay Jose Acardio Buendia.
Cuộc nội chiến nổ ra, làng Macondo sớm đóng vai trò quan trọng trong cuộc chiến khi gửi đến cuộc chiến một đội quân do Đại tá Aureliano Buendia, con trai của Jose Acardio Buendia, lãnh đạo để chống lại quân đội Bảo hoàng. Trong khi ông Đại tá đi chiến đấu, Jose Acardio Buendia trở thành một người điên và bị trói vào một cái cây. Arcadio, đứa cháu ngoài giá thú của ông ta, nắm quyền lãnh đạo ngôi làng và sớm trở thành một tên độc tài khát máu. Quân đội bảo hoàng bao vây ngôi làng và Arcadio bị xử bắn.
Cuộc chiến tiếp tục, Đại tá Aureliano đã nhiều lần thoát chết, trở thành một con người vinh quang. Cho đến một ngày, quá mệt mỏi vì một cuộc chiến vô nghĩa, ông ta dàn xếp cho một thoả thuận hòa bình mà rồi cuối cùng cũng đến vào cuối cuốn tiểu thuyết. Sau khi hòa ước được ký kết, Aureliano tự tử nhưng không chết. Ngôi làng phát triển, trở nên lộn xộn và thành trung tâm các hoạt động của hàng ngàn người nước ngoài. Những người nước ngoài đến và bắt đầu triển khai một dự án trồng chuối gần ngôi làng. Nhờ đó, ngôi làng trở nên thịnh vượng cho đến một ngày cuộc bãi công của công nhân nổ ra. Quân đội chính phủ được gọi đến và những người công nhân biểu tình bị bắn chết rồi ném xác xuống biển. Khi đó, Úrsula, bà vợ goá già cả của Jose Acardio Buendia đã nói "thời gian là một vòng tròn".
Sau cuộc thảm sát công nhân trồng chuối, ngôi làng chìm trong một trận mưa dữ dội kéo dài liên tục năm năm trời. Úrsula nói rằng bà sẽ chờ đợi đến khi cơn mưa chấm dứt để chết. Một trong những thành viên cuối cùng của dòng dõi Buendia tên là Aureliano Babilona, thuộc thế hệ thứ 6, sinh ra trong thời gian này. Cuối cùng thì cơn mưa dai dẳng cũng chấm dứt, Úrsula chết, Mancondo chỉ còn là một ngôi làng tan hoang.
Aureliano Babilonia không được học hành, sống cô đơn trong ngôi nhà đổ nát của dòng họ Buendia. Anh ta tự mình tìm cách đọc những văn bản được viết trên những tấm giấy da dê của ông lão Melquiades, khi đó đã chết và trở thành một hồn ma làm bạn với Aureliano Babilonia. Anh ta trưởng thành mà chỉ có một công việc duy nhất là nghiên cứu những văn bản đó cho đến khi Aureliano Babilonia gặp và yêu người chủ hợp pháp cuối cùng của ngôi nhà, Amaranta Ursula, cũng chính là người dì ruột của mình. Aureliano không biết điều này cho đến khi Amaranta Ursula chết khi sinh ra một đứa con có đuôi lợn. Trong khi đau khổ vì cái chết của người tình và đứa con vừa được sinh ra (đứa bé, giọt máu cuối cùng của dòng họ Buendia đã bị một đàn kiến ăn thịt), Aureliano Buendia cuối cùng cũng có thể hiểu được những điều được viết bằng chữ Phạn trong những mảnh giấy da dê của Melquiades. Những văn bản ấy kể lại chi tiết lịch sử dòng họ Buendia, ngay cả những sự việc xảy ra sau khi những tài liệu đó được viết ra. Khi anh ta đọc xong, cả ngôi làng bị phá hủy bởi một trận cuồng phong và bị xóa sạch khỏi thế giới này.

## Nhân vật
Trong Trăm năm cô đơn có khoảng 60 nhân vật, cả chính lẫn phụ. Các nhân vật đều có cá tính riêng. Bằng thủ pháp nghệ thuật riêng, Gabriel Garcia Marquez xây dựng nên những nhân vật siêu mẫu, những người dị thường, phi thường và quái dị. Ở từng nhân vật cụ thể, tác giả thường chỉ tập trung miêu tả nhấn mạnh những biểu hiện của cá tính với những đặc điểm nổi bật: Pilar Ternera với mùi khen khét phả ra từ nách và tiếng cười khanh khách; Rebecca ăn đất yêu đương mãnh liệt; Remedios - Người đẹp ngây thơ với sắc đẹp làm chết người; Aureliano Segundo kẻ phàm tục với câu nói: "Hỡi những con bò cái hãy dạng háng ra kẻo cuộc đời ngắn ngủi lắm"; Mauricio Babilonia thợ cơ khí của công ty Chuối luôn xuất hiện của đàn bướm vàng bay trên đầu...

Những người thuộc dòng họ Buendia

### Thế hệ thứ nhất

#### José Arcadio Buendía
Cụ tổ của dòng họ Buendia. Ông cưới người em họ Úrsula Iguarán vào năm 19 tuổi. Bỏ làng đi sau khi giết một người chọi gà đã sỉ nhục mình, José Arcadio Buendía sáng lập ra làng Macondo và là người lãnh đạo sáng suốt của làng trong một thời gian dài. José Arcadio Buendía là người có cả sức mạnh cơ bắp và trí tuệ. Hai đặc điểm này di truyền cho con cháu theo hai nhánh. Những José Arcadio khỏe mạnh, sống sôi nổi, còn những Aureliano thì thông minh nhưng cô đơn và lánh đời. Sau khi bị mê hoặc bởi những phát minh của người Digan, José Arcadio Buendía say sưa lao vào những tìm kiếm khoa học, rồi phát điên và cuối cũng chết dưới tán cây dẻ.

#### Úrsula Iguarán
Úrsula Iguarán là vợ của José Arcadio Buendía. Cùng với chồng, bà là một trong những người đầu tiên lập nên Macondo. Giữ vai trụ cột, trục chính của gia đình, Úrsula Iguarán đã sống và chứng kiến nhiều thế hệ con cháu sinh ra, lớn lên và chết đi. Vượt xa cả tuổi 100, cụ Úrsula Iguarán chết sau cơn lụt kéo dài, khi Macondo đang bước vào thời kỳ suy tàn.

### Thế hệ thứ hai

#### José Arcadio
José Arcadio là con cả của Úrsula Iguarán và José Arcadio Buendía, sinh ra trên đường khi mọi người đi lập làng Macondo. José thừa hưởng sức mạnh của người cha. Có quan hệ với Pilar Ternera, José bỏ đi theo những người Di gan. Sau nhiều năm, sau khi đã 65 lần đi vòng quanh thế giới, José trở về Macondo với cơ thể đầy hình xăm. Sự trở về của José phá vỡ đám cưới dự định giữa Rebecca và Pietro Crespi. José cưới em nuôi là Rebecca rồi khi về già chết một cách bí ẩn. José Arcadio cũng chính là người cứu Đại tá Aureliano Buendía khi ngài bị đưa về Macondo để hành hình.

#### Đại tá Aureliano Buendía
Nhân vật quan trọng, xuyên suốt hai phần ba tác phẩm. Aureliano Buendía là con thứ hai của gia đình và là người đầu tiên được sinh ra ở Macondo. Di truyền từ cha, Aureliano Buendía là người thông minh và dũng cảm. Cộng với biệt tài tiên đoán, Aureliano phát động 32 cuộc chiến tranh, trở thành tư lệnh các lực lượng vũ trang vùng duyên hải, chiến đấu cho phái Tự do. Cùng với những thành công trong con đường binh nghiệp, Aureliano trở thành một kẻ độc tài, kiêu ngạo, chỉ chiến đấu cho niềm kiêu hãnh của cá nhân mình. Cuối cùng, Đại tá Aureliano Buendía ký một bản hòa ước với chính phủ mà theo các đồng đội của ông thì đó là một sự đầu hàng. Đại tá Aureliano Buendía lại quay về xưởng kim hoàn, tiếp tục ngồi sản xuất những con cá vàng cho đến khi chết già.

#### Remedios Moscote
Remedios Moscote là con gái nhỏ nhất trong số bảy người con gái của quan thanh tra Don Apolinar Moscote. Aureliano Buendía trong lần cùng cha đến nhà Don Apolinar Moscote đã gặp và yêu Remedios dù khi đó Remedios chưa đến tuổi thành niên. Aureliano Buendía vừa đợi, vừa dạy học cho Remedios rồi tổ chức đám cưới ngay khi Remedios đến tuổi dậy thì. Làm ngạc nhiên tất cả mọi người, Remedios trở thành một người vợ tuyệt vời. Cô mang về cho nhà Buendía một không khí vui vẻ, là người duy nhất dám can ngăn những cuộc cãi vã giữa Amaranta và Rebecca, cô chăm sóc cụ José Arcadio Buendía và nhận con của Aureliano Buendía và Pilar Ternera làm con đầu lòng của mình. Remedios chết không lâu sau khi cưới trong lúc đang mang thai; do uống phải ly cà phê có độc vốn được Amaranta pha để đầu độc Rebecca.

#### Amaranta
Amaranta là con gái út của Úrsula Iguarán và José Arcadio Buendía. Lớn lên cùng Rebecca, nhưng tình cảm hai người thay đổi khi cả hai cùng yêu Pietro Crespi. Sau khi Rebecca từ bỏ Pietro Crespi để cưới José Arcadio, Amaranta từ chối Pietro Crespi khi anh ta đến với mình. Pietro Crespi tự tử, Amaranta sống độc thân đến cuối đời, từ chối cả tình cảm của Đại tá Gerineldo Marquez. Amaranta chỉ có một mối quan hệ duy nhất với người cháu là Aureliano José, con trai của Pilar Ternera và Đại tá Aureliano Buendía.

#### Rebecca
Rebecca là đứa trẻ mồ côi tới Macondo khi cô chưa được 11 tuổi cùng một bao tải gai bên trong đựng hài cốt của cha mẹ mình. Thời gian đầu cô không nói chuyện, không ăn cơm mà ăn đất ẩm. Trở thành con nuôi của José Arcadio Buendía và Úrsula Iguarán, Rebecca lớn lên cùng Amaranta. Cô là người chiến thắng Amaranta trong cuộc tranh giành tình yêu của Pietro Crespi. Nhưng đến khi đám cưới sắp được tổ chức thì José Arcadio trở về và Rebecca trở thành vợ của José Arcadio. Sau cái chết của chồng, Rebecca tự giam hãm mình trong căn nhà ở góc quãng trường (căn nhà thứ hai, sau căn nhà đầu tiên ở gần nghĩa địa) của hai vợ chồng cho tới khi chết vì tuổi già.

### Thế hệ thứ ba

#### Arcadio
Arcadio là con trai của José Arcadio và Pilar Ternera nhưng không bao giờ biết thân thế của mình. Sau khi José Arcadio bỏ đi, Pilar Ternera sinh Arcadio rồi mang đến trả cho gia đình Buendía. Arcadio lớn lên và được Aureliano dạy đọc, dạy viết. Khi chiến tranh nổ ra, trước lúc đi, Aureliano Buendía đã để lại làng Macondo cho Arcadio. Cùng với bọn trẻ trong trường học, Arcadio trở thành một tên độc tài hống hách, quản lý Macondo với một chế độ hà khắc. Arcadio lấy Santa Sofía de la Piedad và hai người có tất cả ba đứa con. Khi quân Chính phủ về làng, Arcadio bị đem ra xử bắn.

#### Aureliano José
Con trai của Pilar Ternera và Đại tá Aureliano Buendía. Aureliano José lớn nên, được nuôi dạy bởi Amaranta và cậu ta đã có tình cảm với chính người cô ruột của mình. Sau một thời gian tham gia chiến tranh, Aureliano José trở lại Macondo và bị một sĩ quan bảo hoàng bắn chết trước cửa rạp hát trong một lần đi xem kịch.

#### Santa Sofía de la Piedad
Santa Sofía de la Piedad, người được Pilar Ternera trả tiền để tới ngủ với Arcadio thay cho mình. Santa Sofía de la Piedad trở thành vợ Arcadio và sinh ra ba người con: Remedios - Người đẹp, José Arcadio Segundo và Aureliano Segundo. Santa Sofía de la Piedad đóng vai trò mờ nhạt trong gia đình. Sau nhiều năm, sau cái chết của cụ Úrsula Iguarán, ngôi nhà cũ kỹ bắt đầu hư hỏng, Macondo bước vào thời kỳ suy tàn, bà Santa Sofía de la Piedad bỏ đi khỏi làng.

#### Mười bảy Aureliano
Trong thời gian 32 cuộc chiến, Đại tá Aureliano Buendía đã có 17 người con trai với 17 phụ nữ khác nhau mà với mỗi người chỉ trải qua một đêm. Đó là theo một tập quán, những bà mẹ gửi con gái mình đến ngủ với những chiến binh dũng cảm nhất như một biện pháp cải tạo giống nòi. Mười bảy người con đó được mang tới và Úrsula Iguarán đặt cho tên Aureliano kèm với tên họ của người mẹ. Vào ngày lễ thượng thọ của Đại tá Aureliano Buendía, 17 người cùng xuất hiện ở làng Macondo và vài người quyết định ở lại đấy. Aureliano Triste lập một nhà máy sản xuất nước đá ở Macondo, còn Aureliano Centeno là người đã xây dựng tuyến tàu hỏa đầu tiên tới làng.
Nhưng rồi, chỉ trong một đêm, 16 Aureliano bị bắn chết ở các địa điểm khác nhau. Người thứ 17 tuy trốn thoát khi đó những cũng bị giết vào nhiều năm sau.

### Thế hệ thứ tư

#### Remedios - Người đẹp
Remedios - Người đẹp là con gái của Arcadio và Santa Sofía de la Piedad. Nguyện vọng của Arcadio trước khi bị tử hình là con gái mình mang tên Úrsula. Vào phút cuối Arcadio lại muốn đặt là Remedios, theo tên người vợ của Đại tá Aureliano Buendía, nhưng Arcadio đã không kịp nói ra. Tuy vậy, Úrsula Iguarán vẫn quyết định đặt tên cho chắt gái của mình là Remedios vì theo cụ cái tên Úrsula sẽ làm nó khổ một đời. Thừa hưởng sắc đẹp của người mẹ, Remedios - Người đẹp được coi là người đẹp nhất thế gian. Nhưng sắc đẹp của Remedios là thứ sắc đẹp chết người, nhiều chàng trai si mê đã chết oan uổng vì cô. Remedios - Người đẹp ngây ngô, dửng dưng với mọi thứ và suốt cuộc đời không vướng vào ái tình. Cuối cùng Remedios - Người đẹp bay lên trời cùng với những chiếc chăn thô trải giường.

#### José Arcadio Segundo
José Arcadio Segundo là con trai của Arcadio và Santa Sofía de la Piedad, anh em song sinh của Aureliano Segundo. Ở thế hệ này có sự hoán vị giữa José Arcadio và Aureliano. Khác với các José Arcadio khác, José Arcadio Segundo là kẻ thông minh, ít nói và cô đơn. Tham gia vào công đoàn bảo vệ những công nhân của công ty Chuối, José Arcadio Segundo là người đã sống sót sau cuộc thảm sát ở sân ga. Trở về Macondo, ông cố gắng tìm mọi cách để chứng minh vụ thảm sát đó là có thật. Không thành công, José Arcadio Segundo giam mình trong phòng của Melquíades, không chịu tiếp xúc với ai ngoài người anh em song sinh và đứa cháu họ Aureliano. Hai anh em José Arcadio Segundo và Aureliano Segundo chết cùng lúc. Khi chôn, người ta đã lầm lẫn, chộn quan tài người này vào huyệt người kia.

#### Aureliano Segundo
Con trai của Arcadio và Santa Sofía de la Piedad, anh em song sinh của José Arcadio Segundo. Aureliano Segundo là Aureliano duy nhất cởi mở và phàm tục. Aureliano Segundo cưới Fernanda del Carpio, nhưng vẫn là tình nhân suốt đời của Petra Cotes. Ông may mắn có được sản nghiệp khổng lồ nhờ sự sinh sôi kỳ lạ của đàn gia súc. Thời trai trẻ Aureliano Segundo là kẻ béo tốt, phóng đãng với câu nói: "Hỡi những con bò cái hãy dạng háng ra kẻo cuộc đời ngắn ngủi lắm". Sau trận lụt kéo dài, ông mất hết gia sản. Cuối đời, ông cùng Petra Cotes mở lại những cuộc quay xổ số để có tiền đưa Amaranta Úrsula đi học ở Brussel. Càng về già, Aureliano Segundo càng gầy đi và đến khi chết lại giống người anh em song sinh của mình y hệt.

#### Fernanda del Carpio
Cô gái xuất hiện trong ngày hội Carnaval đẫm máu trong trang phục hoàng hậu. Fernanda del Carpio sinh ra trong một gia đình khánh kiệt bởi chu cấp cho việc giáo dục cô. Sau hội Carnaval, Aureliano Segundo đi tìm Fernanda del Carpio rồi mang về Macondo làm đám cưới. Được giáo dục để trở thành một bà hoàng, Fernanda del Carpio chỉ ngồi đại tiện trên chiếc bô bằng vàng. Từ khi đến, ngôi nhà vốn sáng sủa, hiếu khách bị Fernanda del Carpio biến thành lạnh lẽo và u ám. Cuối đời, sau những chữa trị bằng liên lạc với các thầy thuốc không nhìn thầy được không hiệu quả, Fernanda del Carpio chết vì bệnh tật.

### Thế hệ thứ năm

#### Renata Remedios (Meme)
Con gái của Aureliano Segundo và Fernanda del Carpio. Cái tên Renata Remedios là kết quả của sự bất đồng trong việc đặt tên giữa Fernanda del Carpio và gia đình. Nhưng cuối cùng thì mọi người gọi cô là Meme, tên thân mật của Remedios. Không được thừa kế sắc đẹp của mẹ, nhưng Meme lại thừa hưởng tính cách vui tươi của người cha. Meme trở về Macondo sau một thời gian đi học xa - mà một trong những kỳ nghị hè cô về nhà cùng với 4 bà sơ và 68 cô bạn gái.
Meme trở về vào thời kỳ huy thịnh vượng nhất của Macondo. Meme làm quen với các cô bạn gái, hòa mình với cuộc sống và say mê Mauricio Babilonia, một anh chàng học nghề cơ khí ở công ty Chuối. Tuy bị Fernanda del Carpio ngăn cản, hai người vẫn tiếp tục quan hệ cho tới khi Mauricio Babilonia bị bắn trong lúc trèo vào nhà tắm để gặp Meme. Bị mẹ đưa đến một tu viện, Meme chết sau khi sinh một đứa con trai.

#### José Arcadio
Là con trai của Aureliano Segundo và Fernanda del Carpio. Được nuôi lớn với ước vọng của cụ Úrsula Iguarán là sẽ trở thành Giáo hoàng, José Arcadio được gia đình gửi sang Ý học. Sau thời gian sống nghèo khó ở Ý, José Arcadio trở về Macondo khi cả cha và mẹ đã chết, căn nhà chỉ còn Aureliano Babilonia sống. Tình cờ may mắn tìm lại được số vàng do những người lính gửi trong thời gian chiến tranh, José Arcadio tận hưởng một cuộc sống xa hoa. Cuối cùng, José Arcadio bị nhóm trẻ vẫn giao du cùng giết chết để chiếm số vàng.

#### Amaranta Úrsula
Amaranta Úrsula là con thứ ba của Aureliano Segundo và Fernanda del Carpio. Cô lớn lên cùng Aureliano Babilonia nhưng cả hai không biết mối quan hệ của họ với nhau. Khác với hầu hết các thành viên khác của dòng họ, Amaranta Úrsula là người vui vẻ, cởi mở. Sau trận lụt kéo dài khiến gia đính khánh kiệt, cha cô Aureliano Segundo và Petra Cotes đã mở các cuộc xổ số kiếm tiền đưa Amaranta Úrsula sang Bỉ học. Tại Brussel, cô làm quen và kết hôn với Gastón, một phi công người Phần Lan giàu có. Hai người cùng trở về Macondo sau khi José Arcadio đã chết, chỉ còn mình Aureliano Babilonia. Cô cố gắng thay đổi ngôi nhà với nhiều vật dụng đặt mua từ châu Âu. Sau khi Gastón trở về châu Âu, Amaranta Úrsula ở lại sống cùng Aureliano Babilonia. Thời kỳ này Macondo đã suy tàn. Do không biết mối quan hệ của mình, cô và Aureliano Babilonia yêu nhau và sinh một đứa con trai. Amaranta Úrsula chết vì mất máu sau khi sinh.

### Thế hệ thứ sáu

#### Aureliano Babilonia
Là con trai của Meme và Mauricio Babilonia, thợ cơ khí của công ty Chuối. Mối quan hệ của Meme và Mauricio Babilonia bị Fernanda del Carpio ngăn cản. Mauricio Babilonia bị bắn khi treo vào nhà tắm tìm Meme. Còn Meme sau đó bị dẫn tới một tu viện và ở đó sinh hạ Aureliano Babilonia. Aureliano Babilonia được gửi về Macondo, lớn lên nhưng không biết gốc gác của mình. Sau cái chết của Fernanda del Carpio, rồi José Arcadio, Aureliano Babilonia sống một mình tới khi Amaranta Úrsula và Gastón trở về. Vì không biết Amaranta Úrsula chính là dì ruột của mình, hai người yêu nhau. Sau khi Amaranta Úrsula chết khi sinh hạ, Aureliano Babilonia đọc được những bí mật ghi trên tấm da thuộc và biết được gốc gác của mình. Đó cũng là khi cơn lốc nhấn chìm toàn bộ làng Macondo.

### Thế hệ thứ bảy

#### Aureliano
Người cuối cùng của dòng họ, là con trai của Amaranta Úrsula và Aureliano Babilonia. Aureliano là đứa trẻ duy nhất được sinh ra bởi tình yêu trong suốt 100 năm của dòng họ Buendía. Amaranta Úrsula chết ngay sau khi sinh Aureliano. Aureliano Babilonia đau khổ bỏ quên Aureliano, rồi mải miết đọc các chữ ghi lại trên tấm da thuộc. Aureliano bị bỏ quên và bị kiến cắn cho đến chết.

### Các nhân vật khác

#### Melquíades
Melquíades là một nhà thông thái có khả năng tiên tri. Ông ở trong đám dân Digan thường đến làng Macondo vào tháng 8 mỗi năm để trình diễn những gì thu thập được khắp thế giới. Những vật dụng, công nghệ mới mà Melquíades mang đến làng luôn được José Arcadio Buendía cảm thấy kỳ thú và xin đổi, đó có thể là những thanh nam châm hay dụng cụ thí nghiệm hoá học. Có một thời gian bọn Digan bảo ông chết tại Singapore, nhưng rất lâu sau đó ông lại trở lại làng Macondo, chữa bệnh mất ngủ cho cả làng rồi sống chung với gia đình Buendía. Từ đó đến cuối đời, ông chỉ ở trong phòng thí nghiệm ghi chép những điều bí ẩn hay nghiên cứu một tấm da thuộc. Công việc kỳ quặc này về sau được nhiều người trong gia đình Bueldía tiếp nối. Trước khi qua đời, lần đầu tiên Melquíades bước ra khỏi phòng kể từ lúc bước vào. Ông ra một bờ sông gần Macondo và người ta thấy ông chết trên sông đó. Theo nguyện vọng của ông, José Arcadio Buendía để nguyên xác Melquiades trong vài ngày, sau đó mới đun bằng hỗn hợp thủy ngân.
Nhân vật này về sau được Marquez tái hiện trong truyện ngắn Đám tang bà mẹ vĩ đại (Los funerales de la Mamá Grande)

#### Pilar Ternera
Pilar là một người phụ nữ ở Macondo, sống bằng nghề bói toán và chủ chứa. Bà ăn nằm với anh em Aureliano và José Arcadio, sinh ra Aureliano José (con trai của Aureliano) và Arcadio (con trai của José Arcadio). Những lời bói toán của bà qua những lá bài thường chính xác, nhưng lời giải thích thì mập mờ. Bà có quan hệ gần gũi với gia đình Buendia trong suốt tiểu thuyết, giúp họ bằng những lời tiên đoán của mình. Bà chết khi bước sang tuổi 145 (bà đã không tính tuổi của mình từ trước đó nhiều năm).
"Ternera" có thể là cách chơi chữ từ "Ternura", trong tiếng Tây Ban Nha có nghĩa là "tính nhân hậu". Pilar luôn hiện ra là một nhân vật tốt, và có thể tác giả đã sử dụng cái tên này theo ý nghĩa tốt đẹp, tươi sáng hơn cho nhân vật.

#### Pietro Crespi
Pietro là một nghệ sĩ Italia đẹp trai và lịch lãm. Anh mở một trường dạy nhạc ở Macondo và đã lắp đặt một chiếc piano tự động trong nhà Buendia. Anh yêu Rebeca và họ đã dự định ngày cưới, nhưng Amaranta (vì rất yêu Pietro) đã khiến cho nó phải hoãn lại. Sau đó, khi José Arcadio lấy được Rebeca, Pietro bắt đầu theo đuổi Amaranta. Nhưng cô lại từ chối anh ta, khiến cho Pietro phải tự vẫn.

#### Petra Cotes
Petra là góa phụ sống bằng nghề xổ số đến làng Macondo vào giữa lúc chiến tranh ác liệt. Thời còn trẻ, cô ta là một phụ nữ lai đen trẻ trung và sạch sẽ. Do nhầm lẫn hai anh em sinh đôi là José Arcadio Segundo và Aureliano Segundo mà cô ta đã ăn nằm với cả hai rồi sau đó lây bệnh lậu cho họ (sau ba tháng, họ đã lành bệnh). Cô ta là tình nhân gắn bó suốt đời với Aureliano. Họ từng có cuộc sống đồi trụy đầy hoan lạc trong cảnh giàu sang nhờ đàn gia súc đông đúc nhưng sau những trận mưa triền miên, gia tài của hai người bị cuốn trôi hết. Đến những năm cuối đời Petra - già cỗi, héo hon lại quay về với nghiệp bán xổ số cùng với Aureliano Segundo.

#### Mauricio Babilonia
Mauricio là một thợ máy ở công ty chuối. Anh chàng tốt bụng, đẹp trai tự nhận mình là con cháu của những người Di-gan đã qua Macondo thuở xưa. Anh có một nét không bình thường khi luôn bị những con bướm vàng bám theo. Mauricio đã có tình cảm với Meme (Reneta Remedios) khi Meme cùng với vài người bạn của mình đến công ty chuối xem mẫu ô tô mới. Sau đó, họ đã có quan hệ tình cảm với nhau cho đến khi Fernanda phát hiện và cố gắng ngăn cản. Mauricio đột nhập vào nhà của Meme và tiếp tục có quan hệ với cô. Fernanda bịa chuyện anh ăn trộm gà và anh đã bị bắn trong một đêm định đột nhập vào nhà Meme. Anh chết già trong nỗi cô đơn, mòn mỏi sống trong cảnh bị những kỉ niệm dằn vặt và đàn bướm vàng không để cho anh lấy một phút.

#### Gastón
Là người chồng chính thức của Amaranta Úrsula.

### Tên các nhân vật theo bản dịch của Nguyễn Trung Đức
| Tên tiếng Tây Ban Nha    | Phiên âm tiếng Việt       |
| ------------------------ | ------------------------- |
| José Arcadio Buendía     | Hôsê Accađiô Buênđya      |
| Úrsula Iguarán           | Ucsula Igoaran            |
| José Arcadio             | Hôsê Accađiô              |
| Aureliano Buendía        | Aurêlianô Buênđya         |
| Remedios Moscote         | Rêmêđiôt Môscôtê          |
| Amaranta                 | Amaranta                  |
| Rebecca                  | Rêbêca                    |
| Arcadio                  | Accađiô                   |
| Aureliano José           | Aurêlianô Hôsê            |
| Santa Sofía de la Piedad | Santa Sôphia đê la Piêđat |
| Remedios - Người đẹp     | Rêmêđiôt - Người đẹp      |
| José Arcadio Segundo     | Hôsê Accađiô Sêgunđô      |
| Aureliano Segundo        | Aurêlianô Sêgunđô         |
| Fernanda del Carpio      | Phecnanđa đên Cacpiô      |
| Renata Remedios (Meme)   | Rênata Rêmêđiôt (Mêmê)    |
| José Arcadio             | Hôsê Accađiô              |
| Amaranta Úrsula          | Amaranta Ucsula           |
| Aureliano Babilonia      | Aurêlianô Babilônia       |
| Aureliano                | Aurêlianô                 |
| Prudencio Aguilar        | Pruđênxio Aghila          |
| Melquíades               | Menkyađêt                 |
| Pilar Ternera            | Pila Tecnêra              |
| Pietro Crespi            | Piêtrô Crêspi             |
| Petra Cotes              | Pêtra Côtêt               |
| Mauricio Babilonia       | Maurixiô Babilônia        |
| Gastón                   | Gastôn                    |

## Ý nghĩa
Trăm năm cô đơn là một tác phẩm có nhiều bình diện, phản ánh một cách độc đáo cuộc sống mọi mặt của các dân tộc ở Mỹ Latinh, kể cả những sự kiện quan trọng nhất trong lịch sử của họ. Về mặt thi pháp, sự kết hợp của thần thoại của thổ dân da đỏ với trí tuệ của văn minh hiện đại, sự pha trộn giữa các yếu tố hiện thực và hoang đường đã tạo ra một hệ thẩm mỹ đặc biệt mà các nhà nghiên cứu, lý luận, phê bình văn học gọi là chủ nghĩa hiện thực huyền ảo (magical realism), một sản phẩm đặc thù của văn hóa Mỹ Latinh hiện đại. Về mặt ý nghĩa, cái đuôi lợn của dòng họ Buendia là sự vật chất hóa của tác giả về tính ích kỷ của loài người đã đánh mất bản chất người. Những con người trong dòng họ này có đầy đủ trí tuệ và sức khoẻ cần thiết, nhưng thiếu trái tim yêu thương sôi nổi. Tình yêu mới là cái cần thiết để thoát khỏi cảnh cô đơn. Truyện có thông điệp kêu gọi mọi người hãy sống đúng bản chất của mình, vượt qua mọi định kiến, thành kiến cá nhân để hòa đồng với gia đình, với xã hội. Theo lời người dịch truyện, Gabriel Garcia Marquez đã từng tuyên bố rằng ông để cả đời sáng tác về cái cô đơn, thông qua nó, ông kêu gọi mọi người đoàn kết lại để đấu tranh, để "...sáng tạo ra một thiên huyền thoại khác hẳn. Một huyền thoại mới, nơi không ai bị kẻ khác định đoạt số phận của mình, ngay cả cái cách thức chết, nơi tình yêu có lối thoát và hạnh phúc là cái có khả năng thực sự và nơi những dòng họ bị kết án trăm năm cô đơn cuối cùng và mãi mãi sẽ có vận may lần thứ hai để tái sinh trên mặt đất này...".